# Erich Hilgenfeldt

Erich Hilgenfeldt

Georg Paul Erich Hilgenfeldt (* 2. Juli 1897 in Heinitz; † 25. April 1945 in Berlin) war ein deutscher Beamter, Verwaltungsbeamter der NSDAP und SS-Führer.

## Leben
Erich Hilgenfeldt besuchte die Oberrealschule in Saarbrücken, anschließend ging er in Halle (Saale) bis zur Obersekunda auf die Franckeschen Stiftungen. Nach der Schule war er zunächst Büroangestellter in der Holzindustrie und kaufmännischer Leiter eines Unternehmens in der Baubranche.
Seit 1928 war Hilgenfeldt Angestellter im Statistischen Reichsamt. Zum 1. August 1929 trat er der NSDAP bei (Mitgliedsnummer 143.642). 1932 wurde er Kreisleiter der NSDAP und 1933 Gauinspektor der Inspektion I Groß-Berlin der NSDAP.
Er arbeitete als Amtsleiter im Amt für Volkswohlfahrt der NSDAP und in Personalunion in der Nationalsozialistischen Volkswohlfahrt (NSV). Am 21. September 1933 wurde er zum Reichsbeauftragten für das Winterhilfswerk ernannt. Unter ihm wurde das Winterhilfswerk massiv ausgebaut und von der NS-Regierung als „größte soziale Einrichtung, die es auf der Welt gibt“ bezeichnet. Als Leiter der NSV war er maßgeblich an der „Gleichschaltung“ der Wohlfahrtsverbände beteiligt. 1934 wurde er zusätzlich Leiter des Hauptamts der NS-Frauenschaft, und damit Vorgesetzter der Reichsfrauenführerin Gertrud Scholtz-Klink. Er ließ die Freie Schwesternschaft in die NS-Schwesternschaft überführen und im Oktober 1936 den „Reichsbund der freien Schwestern und Pflegerinnen“ gründen. Am 21. Oktober 1934 schrieb er im Völkischen Beobachter: „Völlig verfehlt ist es, Barmherzigkeit zu üben an einem Menschen, der Nation und Menschheit nichts mehr zu geben hat. Wir haben barmherzig zu sein mit dem starken, gesunden Menschen“.
Ab November 1933 war Hilgenfeldt Mitglied der Reichsarbeitskammer sowie der nationalsozialistischen Akademie für deutsches Recht und ehrenamtlicher Richter beim Obersten Ehren- und Disziplinarhof der Deutschen Arbeitsfront (DAF). Seit 9. November 1936 war Hilgenfeldt Inhaber des Goldenen Parteiabzeichens der NSDAP.
Am 9. November 1937 wurde Hilgenfeldt als Oberführer SS-Mitglied (SS-Nummer 289.225), 1939 dann SS-Brigadeführer und Hauptamtsleiter. Er gehörte dem Freundeskreis Reichsführer SS an.
Im Laufe seiner Karriere wurde er außerdem zum Vorsitzenden des Reichsverbandes für Straffälligenbetreuung ernannt. Außerdem wurde ihm das Danziger Kreuz 1. Klasse verliehen.
Nach vorliegenden Aussagen kam Hilgenfeldt, nunmehr im Range eines SS-Gruppenführers, entweder während der Straßen- und Häuserkämpfe in Berlin oder durch die Folgen eines persönlichen Angriffs auf der Straße oder durch Selbstmord um. Am 5. Juni 1945 berichtete der Direktor der Berliner Caritas: „Im Hauptamt für Volkswohlfahrt […] wurde schwer gekämpft. Hilgenfeldt ist tot. Man hatte ihm ein Schild umgehängt: »Hier liegt der Verbrecher Hilgenfeldt.«“ Er wurde 1957 offiziell für tot erklärt.